# Vote ou crève
Vote ou crève (Homecoming) est le sixième épisode de la première saison de la série télévisée Les Maîtres de l'horreur. Il est réalisé par Joe Dante, et a été diffusé en 2005.

## Synopsis
Alors que les États-Unis sont engagés dans une guerre, le président républicain est en course pour se faire réélire lors des prochaines élections. Tandis que certains s'interrogent sur le bien-fondé de cet engagement, David Murch, le rédacteur de discours du président, est l'invité  de l'émission animée par Marty Clark et Jane Cleaver. Alors que la mère d'un soldat tombé au combat le prend à partie, exigeant de savoir pourquoi son fils est mort, Murch, visiblement ému, explique que son propre frère aîné est mort au Viêt Nam et affirme qu'il souhaiterait que les soldats américains tués reviennent pour leur expliquer pourquoi ils se sont engagés.
Cleaver, impressionnée par la façon dont Murch a géré la situation, le séduit. Leurs ébats sont interrompus par un appel de Kurt Rand, conseiller du président, qui l'informe que celui-ci a l'intention de se servir du plaidoyer de Murch pour sa campagne. Bientôt, les soldats tués en Irak commencent à revenir d'entre les morts, mais cela ne se passe pas comme Murch l'avait prédit. Ils ne sont pas de retour pour célébrer l'importance des luttes menées par leur pays, mais veulent juste voter aux prochaines élections, exprimant fermement leur intention de voter pour le candidat qui mettra fin à la guerre. L'un d'eux tue Kurt Rand lorsque ce dernier essaye de lui faire signer un document contraire à ses vœux en menaçant la mère du soldat.
Lors du décompte des votes, le personnel de l'administration actuelle truque les résultats pour que le président soit réélu. Après la diffusion des résultats, d'autres soldats commencent à revenir d'entre les morts pour protester contre cette manipulation, y compris ceux tués pendant les deux guerres mondiales, la guerre du Viêt Nam, la guerre de Sécession, etc. Il est tardivement révélé que le frère de Murch n'a pas été tué au Viêt Nam mais que c'est lui-même qui l'a tué accidentellement avec une arme à feu lorsqu'il était enfant. Alors que Murch et Cleaver sont confrontés à des soldats zombies, Cleaver leur tire dessus. Murch la tue, mais ne parvient pas à se suicider. Son frère se trouve parmi ceux qui reviennent de la tombe, accorde à Murch son pardon pour l'avoir tué et lui brise la nuque. Désormais l'un des zombies, Murch annonce qu'il montrera le vrai visage de l'enfer à quiconque enverra ses frères et sœurs mourir pour un mensonge.

## Fiche technique
- Titre : Masters of Horror : Vote ou crève
- Titre original : Masters of Horror : Homecoming
- Réalisation : Joe Dante
- Scénario : Sam Hamm d'après Death & Suffrage de Dale Bailey
- Musique : Hummie Mann
- Pays d'origine : États-Unis/Canada
- Format : Couleurs - 35 mm
- Genre : Horreur
- Durée : 58 minutes
- Diffusion(s) : 
  -  États-Unis : 2 décembre 2005  sur Showtime
- interdit aux moins de 12 ans

## Distribution
- Jon Tenney (VF : Bruno Choël) : David Murch
- Thea Gill : Jane Cleaver
- Wanda Cannon : Kathy Hobart
- Terry David Mulligan (VF : Michel Paulin) : Marty Clark
- Robert Picardo (VF : Michel Papineschi) : Kurt Rand
- Beverley Breuer : Janet Hofstadter
- Dexter Bell : marine #1
- Jason Diablo : marine #2
- Karen Austin : Mom
- Daniel Wesley : Bobby Earl Beeler
- Penelope Corrin : Registrar
- J. Winston Carroll (VF : Roger Carel) : Rev. Clayton Poole
- Nathaniel DeVeaux : Mr. Baker
- Candus Churchill : Mrs. Baker
- Jason Emanuel : Michael

Voix additionnelles : Jean-Luc Kayser

## Accueil critique
L'hebdomadaire Village Voice décrit le film comme « aisément un des films politiques les plus importants sur l'ère George W. Bush » (« easily one of the most important political films of the Bush II era »). Un sentiment partagé par le New Yorker, qui déclare que le film est « le meilleur film politique sorti en 2005 » (« [t]he best political film of 2005 »).
En France, Télérama distingue plus particulièrement cet épisode et celui de John Carpenter parmi les treize téléfilms de la série. Le magazine évoque « un grand moment de politique-fiction, dans la pure tradition du film d'horreur des années 70, quand les zombies représentaient encore la mauvaise conscience d'une Amérique encombrée par son passé génocidaire ». Le journaliste souligne les références faites à deux cinéastes ayant mis en scène des zombies : Jacques Tourneur et George A. Romero, noms de deux morts qui reviennent à la vie dans le film.